# خلیل بن احمد فراهیدی
خلیل بن احمد بن عمرو بن تمیم فراهیدی اَزْدی (قومیت عرب)  (۹۶ یا ۱۰۰ هـ.ق–۱۷۵ هـ.ق) زبان‌شناس و از جمله برجسته‌ترین پژوهشگران فقه‌اللغهٔ عربی (زبان‌شناسی زبان عربی) است که به پژوهش‌هایی درزمینهٔ تصحیح نظام نوشتاری عربی، فرهنگ‌نویسی و عروض (وزن شعر) پرداخته‌است.

## خاستگاه
خلیل فرهيدى متولد عمان است . وی از قبیله عرب عضد ازد عمان است. در بصره زندگی و تحصیل کرد. او را سومین نحو پس از ابواسود الدؤلي و عمر بن عاصم لیثی می دانند.

## پژوهش‌ها
خلیل بن احمد، سال‌ها به تدریس عروض عربی مشغول بود، و گفته می‌شود که رساله‌ای به نام العروض نیز تدوین کرده‌است (گرچه برخی احتمال می‌دهند که پژوهش‌های او درزمینهٔ عروض فقط به‌شکل شفاهی بوده‌است). او به بررسی و طبقه‌بندی اوزان شعر عرب پرداخت. پیش از او علم عروض درمیان اعراب سابقه‌ای نداشته‌است مذهب خلیل شیعه بود.
پژوهش دیگر او، که در کتاب العین تدوین شده‌است، به نگارش واژگان عربی اختصاص دارد. او در این کتاب، کلمات عربی را بر اساس «مخارج حروف» (و نه بر اساس ترتیب الفبا) مرتب کرده‌است.
خلیل بن احمد در رسالهٔ النَقط و الشَکل، به قواعد واج‌شناسی و آواشناسی می‌پردازد یا به‌طور مشخص نویسه‌هایی را برای نشان دادن واکه‌های بلند که تا پیش از آن در خط عربی هیچ نمودی نداشتند، ابداع می‌کند.
اگرچه شاید پژوهش‌های خلیل بن احمد الهام‌گرفته از مطالعات دانشمندان هندی (مثل پانینی) درزمینهٔ زبان بوده‌باشد،
ولی دلیلی بر اثبات این مدعا ارائه نشده‌است.

## آثار
- العروض
- لغت‌نامهٔ العین (کتاب)
- رساله النقط و الشکل